# Linia kolejowa nr 341
Linia kolejowa nr 341 – polska linia kolejowa łącząca stację Dzierżoniów Śląski ze stacją Bielawa Zachodnia. Planowane jest także przedłużenie trasy do nieistniejącej jeszcze stacji Zbiornik Sudety oraz nieczynnej Nowa Bielawa. Budowa przewidziana jest na rok 2020 i będzie realizowana przez kolejne 2-3 lata.
Linia została otwarta w 1891 roku. W 1977 roku zawieszono na niej kursowanie pociągów pasażerskich, a w 2001 towarowych. Od 15 grudnia 2019 linia jest ponownie przejezdna.  
14 grudnia 2018 roku, po wykonaniu przez Dolnośląską Służbę Dróg i Kolei we Wrocławiu inwentaryzacji, została podpisana umowa pomiędzy PKP SA i Urzędem Marszałkowskim Województwa Dolnośląskiego, w wyniku czego nastąpiło przekazanie tej linii na własność samorządowi wojewódzkiemu celem przywrócenia przewozów pasażerskich na odcinku Dzierżoniów Śląski - Bielawa Zachodnia. Miesiąc po przejęciu linii, samorząd województwa ogłosił przetarg na remont linii celem dostosowania do kursowania pociągów z prędkością do 80 km/h, wyłącznie w ruchu pasażerskim. W ramach inwestycji zaplanowano nowy przystanek Bielawa Centralna oraz remont stacji Bielawa Zachodnia. 
22 marca podpisano umowę z wykonawcą prac. Termin realizacji zadania zaplanowano na koniec sierpnia, ale z powodu konfliktu z Dolnośląskim Urzędem Wojewódzkim prace opóźniły się do końca października.
Od 15 grudnia 2019 roku wraz z nowym rozkładem jazdy linia kolejowa została oficjalnie uruchomiona, prędkość została ustalona na 80 km/h. Na linii kursują pociągi Kolei Dolnośląskich w relacji Wrocław Główny - Bielawa Zachodnia, oraz Legnica - Bielawa Zachodnia.

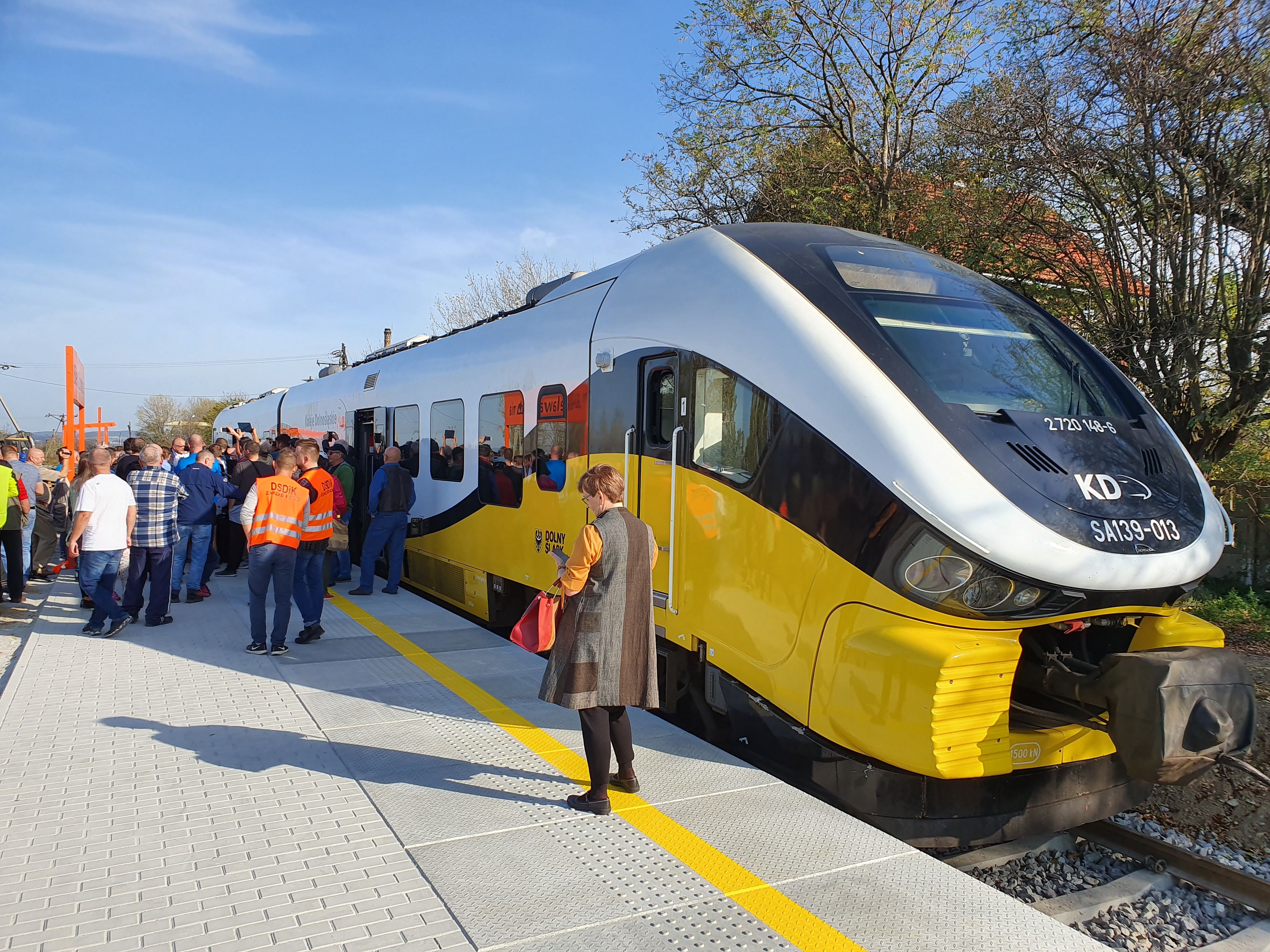
Pociąg na stacji Bielawa Zachodnia

## Przypisy

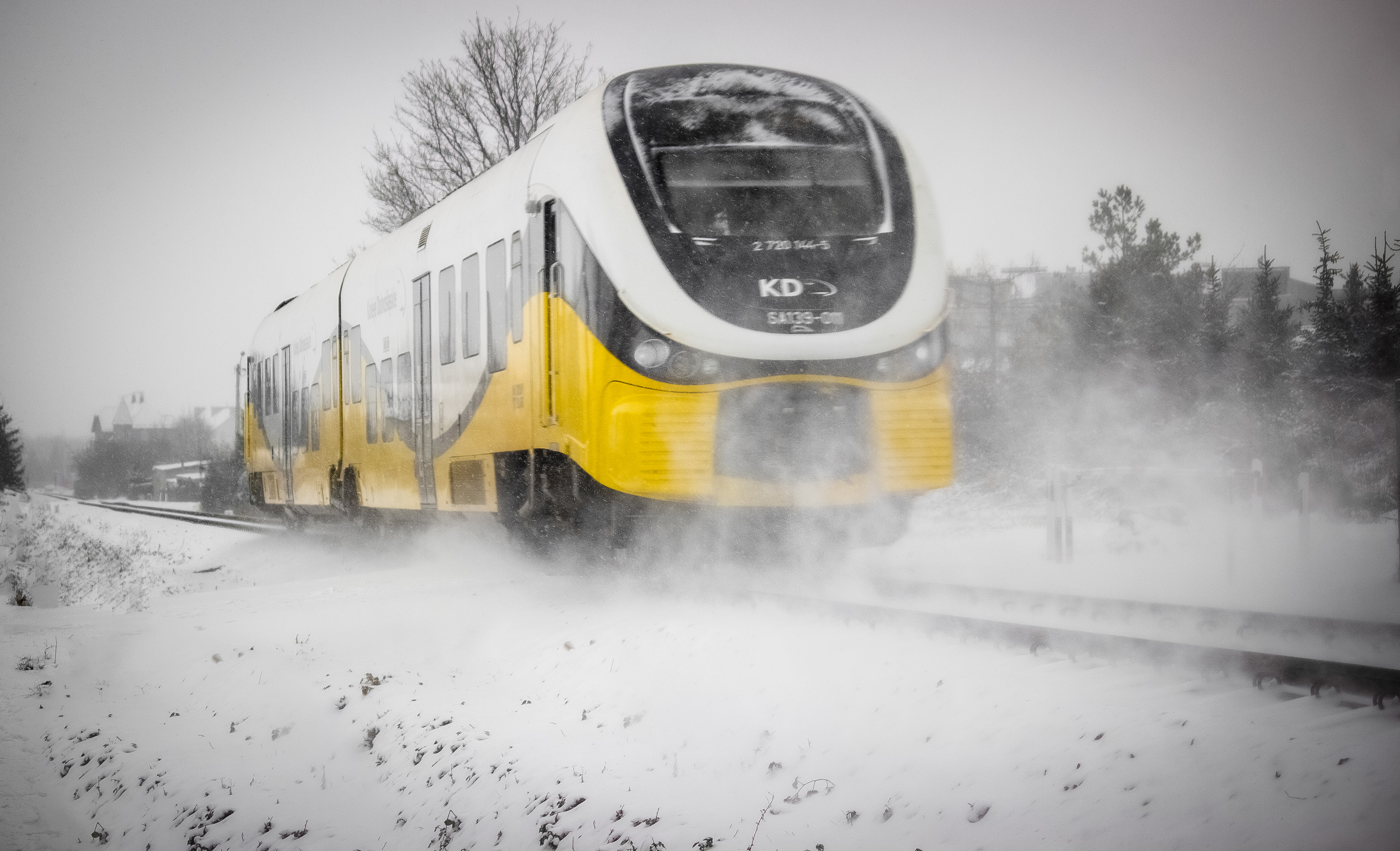
Pojazd SA139-011 zmierzający w kierunku Dzierżoniowa